# エミネム
エミネム（Eminem）ことマーシャル・ブルース・マザーズ3世（Marshall Bruce Mathers III、1972年10月17日 - ）は、アメリカ合衆国のヒップホップMC、プロデューサー、俳優。

エミネムのロゴ

1999年のメジャーデビュー以来大きな成功を収め、それまで東海岸や西海岸の文化とみなされていたヒップホップの人気をアメリカ中西部(Midwest)にも広めたとされる。また白人ラッパーの素質に対する人種的偏見を打ち破ったことも功績とされ、史上最も偉大なラッパーの一人とされている。

## 評価
2000年代に最も売れたアーティストであり、2010年代にも最も売れた男性アーティスト(全体では3位)となった。
シングル・アルバムをこれまで全世界で2億2000万枚以上売り上げ、史上最も売れたアーティストの一人である。
グラミー賞を15回、アカデミー賞とエミー賞を1回ずつ受賞している。
またローリング・ストーン紙は「歴史上最も偉大な100組のアーティスト」「歴史上最も偉大な100人のソングライター」の一人としてエミネムを挙げている。2022年にロックの殿堂入り。
エミネムの詩は過激な内容のものが多く、特にキャリアの初期においては激しく批判を受ける一方で、人の心を動かす力強さがあるとノーベル文学賞を受賞した詩人のシェイマス・ヒーニーに絶賛された。その作品はアメリカの貧困層や労働者階級が抱く怒りを代弁するものとして受容され、ヒップホップにとどまらず後進のアーティストに大きな影響を与えた。

## 来歴
アメリカ合衆国ミズーリ州セントジョセフ生まれ。幼い頃から極貧の環境に育ち、父親に捨てられ、母親からはひどい仕打ちを受け続けてきた。12歳の時までカンザスシティとデトロイトを母親と共に2、3ヶ月ごとに転々と過ごす。友達もできず、仲間外れにされ、いじめられ、自殺未遂も経験する。悪環境の中、自然とアフリカ系アメリカ人層やヒップホップに親しむようになる。14歳ごろから本格的にMCとして活動しはじめ、黒人優位のヒップホップ界において、白人ながらいくつものMCバトル・コンテストに挑戦する。中学校時代に3回の留年をしている。
1996年に自主制作アルバム『インフィニット（Infinite）』をリリース。ナズやAZの影響を受けたこの作品はあまり注目されず、70枚しか売れなかった。

### 1997年～2001年
1997年、自主制作EP「ザ・スリム・シェイディ EP（The Slim Shady EP）」が2万枚の売り上げを記録、ロスで行われたラップ・オリンピックに参加し準優勝した。注目されつつあったエミネムは、翌日、西海岸のヒップホップ・ラジオ・ショー「フライディ・ナイト・フレイヴァス」に出演しフリースタイルMCを披露。ヒップホップ界の大物であり名プロデューサーのドクター・ドレーに見出され、ドレーのレーベル、アフターマス・エンターテインメント（Aftermath Entertainment）と契約し、1999年に「ザ・スリム・シェイディ EP」をベースにメジャー・デビューアルバム『ザ・スリム・シェイディ LP（The Slim Shady LP）』をリリース。米ビルボードチャートで最高位2位、いきなり全世界で600万枚を超えるセールスを記録し「グラミー賞最優秀ラップアルバム部門」受賞。一気に スターダムにのし上がった。

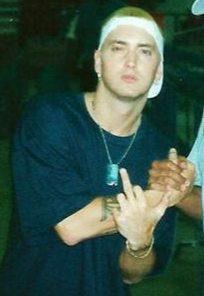
2000年のエミネム

2作目のアルバム、本名を冠した『ザ・マーシャル・マザーズ LP』を2000年に発売。発売から1週間で179万枚を売り上げ、ソロシンガー又はヒップホップミュージシャンによるアルバムの世界最速最多売上記録としてギネスブックに認定される。最終的に前作を遥かに凌ぐ1700万枚以上売り上げたが、収録曲「ザ・リアル・スリム・シェイディ（The Real Slim Shady）」では、歌詞にウィル・スミス、ブリトニー・スピアーズの名前が挙がり、訴訟騒ぎにもなる。
更にこのアルバムが「グラミー賞最優秀アルバム部門」へノミネートされると、以前からエミネム自身と彼の歌詞を抗議している同性愛者の権利団体GLAADがこれを非難したが、両性愛者のミュージシャンであるエルトン・ジョンは、エミネムを「ジミ・ヘンドリックスやミック・ジャガー、ジェイムス・ブラウン、アレサ・フランクリンのような伝説的ミュージシャンと同等」と賞賛し、2001年2月21日グラミー賞の授賞式、同26日ロンドンでのブリットアワードでエミネムとの競演を果たした。
自身のアルバム制作以外では、地元デトロイトの仲間とともに結成したヒップホップ・ユニット、D12（ディー・トゥエルブ）に参加。「ビッグになったらまた組む」とした盟友との約束を果たしている。2001年6月に発表されたD12のデビュー・アルバム『デビルズ・ナイト（Devil's Night）』は、初登場1位を記録した。

### 2002年～2004年
2002年、3作目のアルバム『ザ・エミネム・ショウ』の発売と相前後して半自伝的映画『8 Mile』に主演。主題歌「ルーズ・ユアセルフ（Lose Yourself）」で2003年度アカデミー歌曲賞を受賞。ヒップホップアーティストとして初となるアカデミー賞受賞を成し遂げた。
なお、『ザ・エミネム・ショウ』はアメリカでの初動売り上げは132万枚（当時歴代5位）。累計売り上げは、アメリカで930万枚、全世界で1900万枚以上を売り上げ、2002年に世界で最も売れたアルバムとなる。
2004年、4枚目のアルバム『アンコール』からのシングルカット曲、「ジャスト・ルーズ・イット（Just Lose It）」のPVではマイケル・ジャクソンの幼児虐待疑惑や鼻の整形を皮肉った物まねを披露し、マイケルや彼のファンから反感を買うこととなり、このPVの放送を中止する放送局も現れた。また、米国大統領選の1週間前、「アンコール」収録曲「モッシュ（Mosh）」のPVをインターネットで公開し、反ブッシュの考えを明らかにした。
また、2004年にAppleが「ルーズ・ユアセルフ」を無断利用したCMを放映し、訴訟へと発展したが、その後和解。それまでかたくなに曲の提供を断っていたが、2005年10月にiPodのCMでタイアップを正式に行った。

### 2005年～2006年
『プロデュース業に専念するため最後になる』と言われていたヨーロッパツアー直前の2005年8月、突如体調不良から公演をキャンセル。睡眠薬の過度服用及び依存症治療のための入院が原因とされ、2008年まで薬物依存症は克服できていない。
この頃には精神病院に強制入院させられ、閉鎖病棟に隔離されていた。
『アンコール』リリース以降はGユニットやオービー・トライス、2パックなどのプロデュース業を中心に活動した。
2006年1月14日、復縁が囁かれていた前妻キムと再婚した。Gユニット、オービー・トライスなどが参列する中、ミシガンのメドー・ブルック・ホールにて挙式が行われた。娘のヘイリー、キムの姪、キムの娘（父親はエミネムでなく、養子縁組した）と暮らすが、同年4月には再び離婚した。ヘイリーの親権は共同親権となっている。
2006年4月11日未明、地元デトロイトのナイトクラブで彼のユニットD12のメンバーであったプルーフ（Proof、本名：Deshaun Holton）が、口論の末、頭や胸に4発の銃弾を受け死亡する事件が起きた。エミネムは「プルーフが俺をプッシュしてくれたお陰で今の俺がいる。アイツがいなかったら今のマーシャル・マザーズはいないしエミネムも勿論スリム・シェイディも存在しない。（中略）アイツは俺の一番の親友だった…そしてこれからも。」とのコメントを残し、プルーフの葬儀では目を赤く腫らし泣いていた。その後、彼は腕にプルーフの名前をタトゥーとして入れている。
2006年12月リリースのコンピレーションアルバム『Eminem Presents The Re-Up』収録曲「You Don't Know」のPV以降はプロデューサーとしての活動が続いた。

### 2009年～2010年
2009年、先行シングル「クラック・ア・ボトル」発売後、5月20日に『リラプス』を発表した。「クラック・ア・ボトル」は米ビルボード総合チャートで初登場1位を記録。『リラプス』はアメリカで発売初週60万枚以上を売上げ初登場1位となり、事実上エミネムの復活作となる。『リラプス』発売前には2009年内に『リラプス2』の発売も予定していると報じられ、エミネムは『リラプス』作中にも『続編がある』と明言した。同年12月には、『リラプス2』までファンを待たせたくないというエミネムの意向により、急遽『リラプス』に新曲EPをパッケージした『リラプス リフィル』が発売された。
2010年4月、ツイッターに『There is no Relapse 2.（リラプス2は存在しない。）』と書き込み、『リラプス2』のタイトルを『リカバリー』に変更し内容も改め発売することを発表。2010年5月に先行シングル「ノット・アフレイド」発売後、6月に『リカバリー』を発売。アメリカで341万5,000枚のセールスを上げ、2002年の『The Eminem Show』以来2度目の年間アルバム・セールス首位を獲得した、初めてのアーティストである。

### 2011年～現在
2011年6月、ロイス・ダ・ファイブ・ナインとのコラボレーションユニット「バッド・ミーツ・イーヴィル」名義で、初の音源となる『ヘル:ザ・シークエル』をリリース。全米ビルボードアルバムチャートにて初登場1位を記録したこのアルバムは、全米でゴールドディスクを獲得した。
2012年5月24日に、エミネムは次のスタジオ・アルバムに取り組んでいると発表。
2012年8月にRecovery TourのAsia公演として『THE RECOVERY JAPAN TOUR 2012』を公演した。16日に舞洲特設会場にて行われ、翌日にはQVCマリンフィールドでの公演では、スペシャル・ゲストとしてドクター・ドレーも登場した。
2013年11月、アルバム『ザ・マーシャル・マザーズ・LP2』を発売。発売から2か月でアメリカで170万枚、世界で290万枚以上を売り上げ、2013年のアメリカのアルバムセールス2位を記録する。
エミネムのYouTube上での公式Vevoページのミュージック・ビデオの合計視聴回数が、20億を突破。
また、アルバム『ザ・マーシャル・マザーズ・LP2』から発表されたシングルの4曲全てが全米チャートのトップ20にランクインするという快挙が成し遂げられた。これは、1964年にビートルズが成し遂げて以来、実に49年ぶりの記録となる。

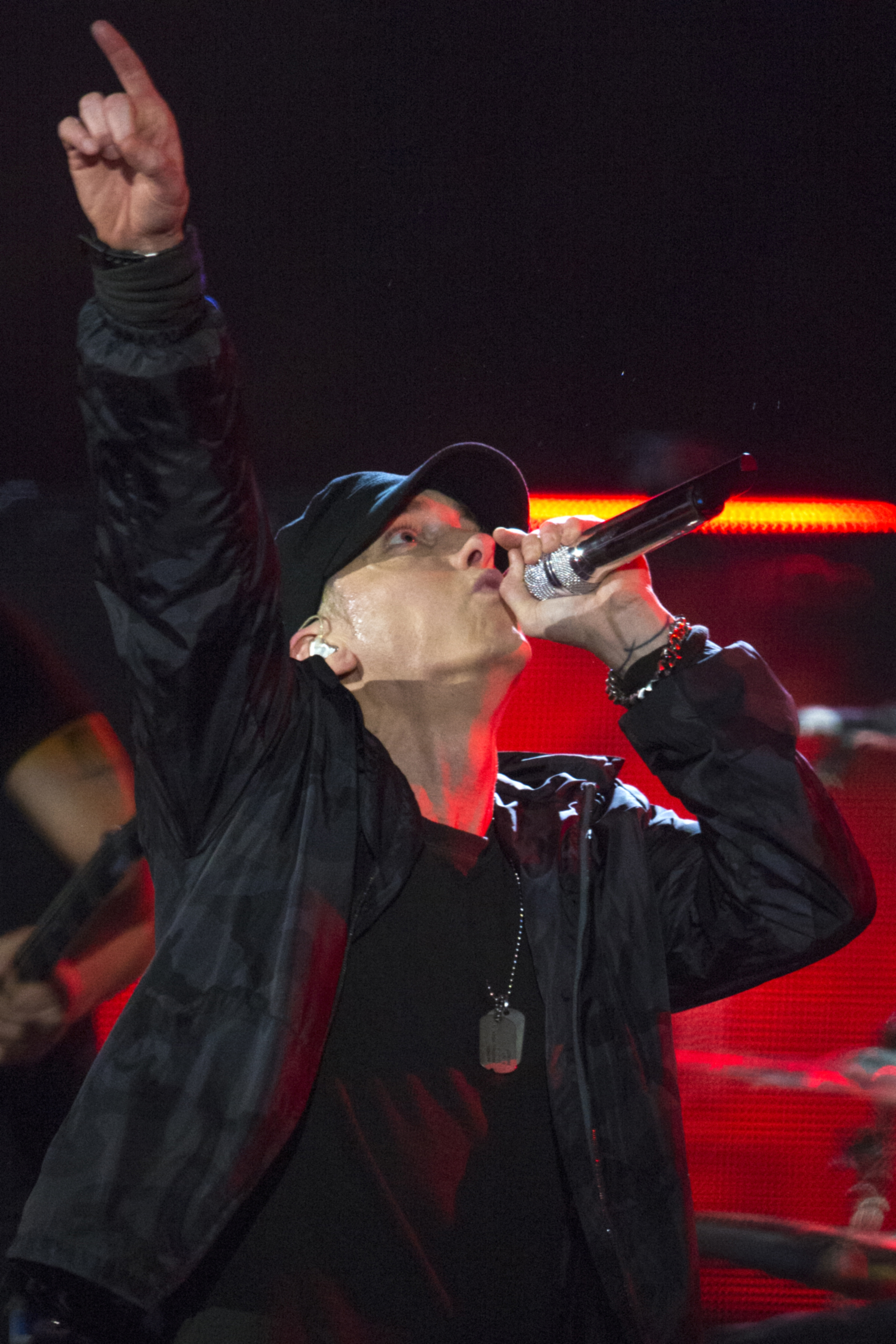
ワシントン公演（2014年）

2014年6月10日、RIAA（ザ・レコーディング・インダストリー・アソシエーション・オブ・アメリカ＝アメリカレコード協会）がエミネムのシングル「ノット・アフレイド」を1000万枚売り上げたダイアモンド・アワードとして認定した。彼はすでにリアーナとのフィーチャリング曲「ラヴ・ザ・ウェイ・ユー・ライ」でも同賞を獲得しており、デジタル・ダイアモンド・アワードを二つ勝ち取った史上初のアーティストだと認定された。
2022年2月13日、第56回スーパーボウルのハーフタイムショーにヘッドライナーの一人としてドクター・ドレー、スヌープ・ドッグ、メアリー・J・ブライジ、ケンドリック・ラマーらとともに出演し、Forgot About DreとLose Yourselfのパフォーマンスを行なった。史上初めてヒップホップアーティストがヘッドライナーをつとめたこのショーは高い評価を受け、他の出演者らとともにプライムタイム・エミー賞を受賞した。これにより、EGOTのうちトニー賞以外の3つを制覇することとなった。
2022年5月4日、米Rock & Roll Hall of Fame Foundationにおけるロックの殿堂入りを果たした。
2023年12月3日、フォートナイトの『ビックバン』ワンタイムイベントでスペシャルゲストとして登場。
2024年11月2日、フォートナイトのチャプター2 Remixでコラボが発表。
2024年12月1日、フォートナイトの『Remix The Finale』ワンタイムイベントで登場。

## 私生活
1995年に、学生時代からの付き合いであったキンバリー・スコット（通称・キム）との間に、娘のヘイリー・ジェイドが生まれる。1999年に結婚したが、2001年に離婚。しかし、2004年の後半から再び交際が始まり、翌年に復縁。家族の他、50セントやD12、オービー・トライス、Gユニット、キッド・ロックなど、大勢の身内を招いて、2006年1月14日に再び挙式したが、同年4月5日に離婚申請を提出し、12月19日に両者の離婚が確定した。その後は半年程、世界的歌姫のマライア・キャリーと交際していたことを明かしている。
エミネムは、2000年代に養子として迎えた義理の妹、ドーン・スコットの娘アライナ・マリー（1993年生まれ）を法的に養子として迎え、完全な親権を得た。また、キムの別の交際相手との間に生まれた娘、スティーヴィー・レイン（2002年生まれ）を2005年に養子として迎えた。エミネムには異母弟のネイサン（1986年生まれ）がいたが、ネイサンが16歳のとき、里親に預けられた後、エミネムは彼の法的親権を得た.
1999年には、エミネムの母親が、The Slim Shady LPに含まれる歌詞中の彼女に関する中傷で約1000万ドルで彼を訴える。彼女は2001年に約1600ドルを勝ち取った。
さらに彼は、コメディ映画「スーパーバッド 童貞ウォーズ」を200回近く観たと公言している。
2001年のグラミー賞授賞式にて、「スタン」ダイドのパートをエルトン・ジョンがピアノで弾き語り、話題となった。（このパフォーマンスは、エミネムのベスト・アルバム「Curtain Call: The Hits」にボーナス・トラックとして収録。）以降、2人は親しくなり、エミネムの薬物中毒治療をエルトンがサポートした。ちなみにエルトンも、1980年代まで薬物中毒に陥っていた。
2014年5月11日の母の日、エミネムはこれまでずっと確執を抱えてきた母への謝罪として、「Headlights」のPVを公開した。悲惨な幼少時代を過ごした彼にとって、母のデビーはこれまで憎しみの対象となってきた人物だった。しかしエミネムは母を許し、その証明として今後は彼女を罵倒した曲である「Cleanin' Out My Closet」をライブ上で演奏しないということまで「Headlights」の歌詞に記している。
そのきっかけとなったのは、デビーの重い心臓の病にあるのではないかと推察されている。病床に着いている彼女が果たしたいと思った望みは、エミネムと和解し、彼の娘に会うということだった。その事態を受けて、エミネムが行動を起こしたのだと考えられている。

### 子煩悩

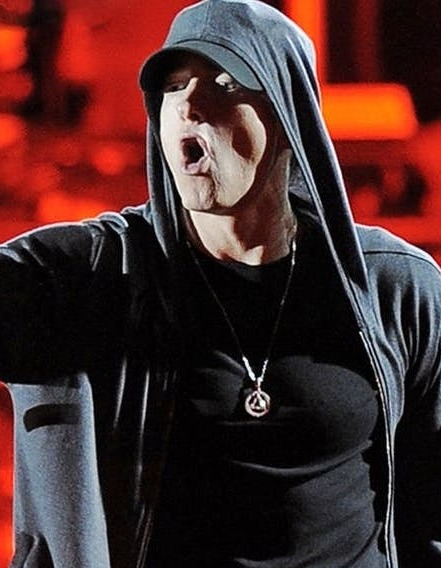
2013年のエミネム

「娘ヘイリーがもっとも大切なもの」と語る子煩悩な父親であり、家では特に言葉遣いを厳しく躾けている。また、エミネムの右腕には、ヘイリーのポートレートが彫られている。
だからこそ、2歳のときに家を出て行った実の父親に対しては、次のように厳しい見方をしている。
エミネムの元妻・キムがメディアでエミネムに対し、侮辱的な発言をし続けることが原因で裁判を起こし、結果的には双方が公の場で互いを侮辱する発言はしないことで和解。この裁判にて2人は互いに譲らず長期戦となると思われていたが、双方の弁護士がまだ11歳の娘が生活していく上で両親の不仲は障害になると諭したことで、すぐに鎮静化した。

### 政治的立場

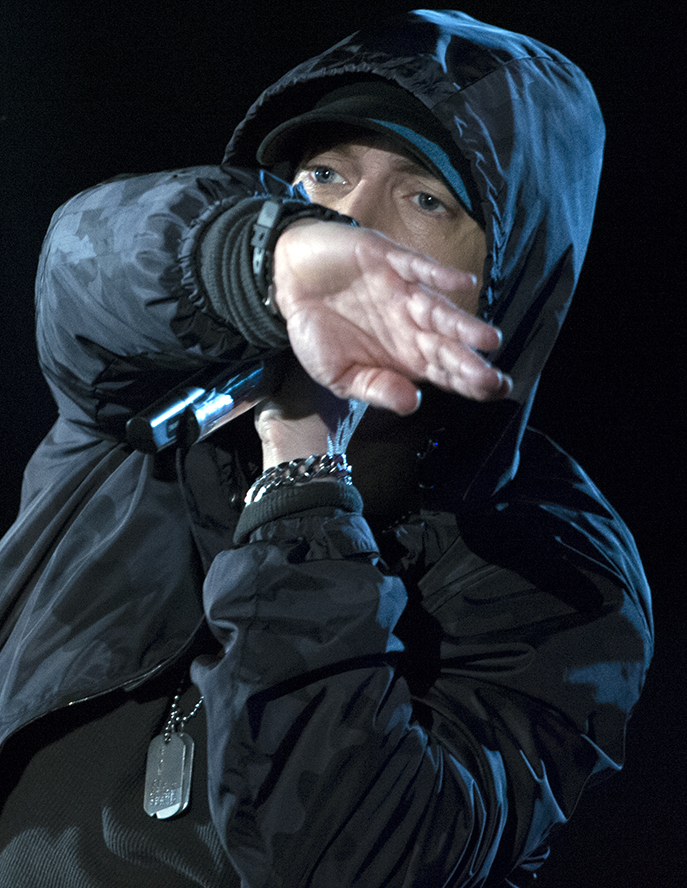
エミネム（2014年）

長年に渡り一貫して反共和党の立場を取っている。
2004年の大統領選の直前に発表したMoshでは、大統領であるジョージ・W・ブッシュ(共和党)を激しく非難した。
2016年の大統領選にあたってはCampaign Speechを発表し、共和党の候補者であるドナルド・トランプを批判した。
トランプの大統領当選後の2017年にも再びトランプを批判するフリースタイルを行ない、この中では自身のファン層の中心である労働者階級の白人にトランプの支持者が多いことを念頭に、政治信条を明言することでファンを失っても構わないと述べている。
2020年の大統領選では、民主党の候補者であるジョー・バイデンの選挙広告にLose Yourselfの利用を許可した。
2023年、翌年の大統領選に向けて共和党内の指名争いに立候補していたヴィヴェック・ラマスワミが政治集会でLose Yourselfをラップした際は楽曲利用の中止を求めた。
2024年の大統領選では、民主党の候補者であるカマラ・ハリス陣営がデトロイトで開催した集会に登壇しハリスへの支持を表明した。エミネムに続いて演説を行ったオバマ元大統領は、Lose Yourselfの一節をラップし聴衆を盛り上げた。

また、ハリスが投票日前日に公表した選挙広告にはエミネムが2002年の楽曲'Till I Collapseが使われている。

### 法問題

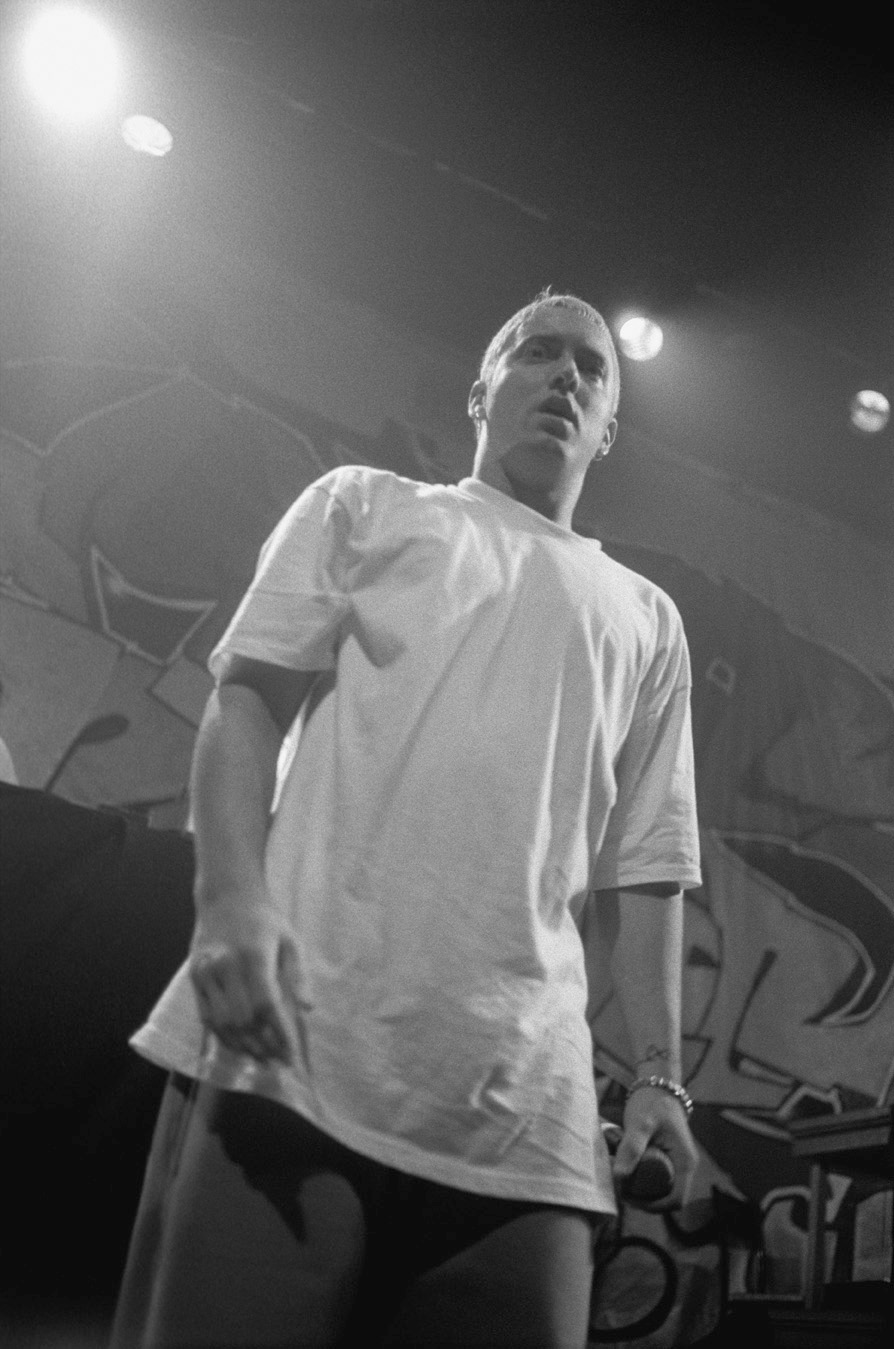
1999年のエミネム

1999年にエミネムの母親は、エミネムが彼のアルバム「The Slim Shady LP」で彼女のことを誹謗中傷したとして約1000万ドルの訴えを起こした。そして2001年に損害賠償として約1600ドルを受け取っている。
2000年6月3日、エミネムはミシガン州ロイヤルオークの車載オーディオストアーでDouglas Dailとの口論中に弾の入っていない銃を取り出し、地面に突きつけたとして、逮捕されている。次の日、ミシガン州ウォレンで再び逮捕されている。ホットロックカフェの駐車場で彼の妻がJohn Guerreraとキスしているのを見かけ、Johnに暴行をはたらいた事による逮捕だった。エミネムはJohnをアルバム「The Eminem Show」の「The Kiss(skit)」で叩いている。エミネムは認可なしの武器の所持と暴行の容疑で有罪を受け、2年間の保護観察処分を受けている。しかし、Guerreraへの暴行容疑においては、嘆願書によって取り下げられた。
2000年7月7日、Kimはリストカットによって自殺を試みたが一命は取り留めた。そしてその後、彼女は「Kim」という曲の中で、自分が余りにも悲惨に死んでいることを述べ、エミネムを名誉毀損で訴えた。
2000年10月26日、エミネムはカナダのトロントでの公演を予定していたが、オンタリオ州検事総長のJim Flahertyは「私は個人的に、女性に対する暴力を主張しながら今まさにこの場所に来ようとしているような者には一人たりともカナダに来てほしくない」と述べ、エミネムは入国を許されるべきではないと主張した。彼はさらに、「Kill you」の“Slut, you think I won't choke no whore / Till the vocal cords don't work in her throat no more” (尻軽女め、俺が売春婦の首を絞めないとでも思ったか？/ 彼女らの声帯が機能しなくなったら)という部分を見たとき、彼は著しく気分を害されたとも述べた。民衆の彼に対する反応は否定的なものだったが、Liberal MPPのMichael Bryantはエミネムを、言論の自由も考慮に入れた上で入国を禁止にしてしまえば、エミネムの女性への誹謗中傷に対する主張に対するヘイトクライムが起こるだろうと述べた。Rovert Everett-GreenはGroval and Mailの編集で「攻撃的なのがエミネムの持ち味だ」と書いている。エミネムのコンサートは予定通り行われた。
衛生士のDeAngelo Baileyは2001年に、「Brain Damage」という曲で、エミネムがBaileyのことをとんでもないいじめっ子として描き、嘘の役割としたものを公表の情報にして彼のプライバシーに侵入したとして、エミネムを非難し100万ドルで訴えている。しかしながら、Baileyはエミネムをいじめていたことを認めており、さらに彼は「単にエミネムにぶつかっただけ」や「少し押しただけ」と言っている。2003年10月20日にこの訴訟は却下されている。裁判員のDeborah Servittoは彼女が持つ、ラップのような韻詩に対する意見を、歌詞というものは誇張されているものということは明らかだとしながら書いている。
2001年6月28日、エミネムは1年間の保護観察および地域社会奉仕を宣告された。また、ヒップホップレーベルのサイコパシック・レコードの従業員との論争から、武器所持料として約2000ドルの罰金を課せられている。
2002年3月31日、フランス人ジャズピアニストのJacques Loussierはエミネムとドクター・ドレーを1千万ドルで訴えている。彼の主張、はシングル“Kill you”のビートが彼の演奏 “Pulsion”からきているというものだった。Loussierは“The Marshall Mathers LP”の販売を取りやめること、残ったものすべてを破棄することを要求した。裁判は2004年6月に行われ、後に解決へといたった。
2003年12月8日、アメリカ合衆国シークレットサービスは、エミネムが彼の曲“We as Americans”（当時はまだリリースされていなかった）の歌詞の“Fuck money, I don't rap for dead presidents. I'd rather see the president dead, it's never been said but I set precedents.”（金なんてクソだ、俺は金(dead presidents)を稼ぐためにラップをしているんじゃない/それよりも大統領が死ぬところを見たいんだ/今まで黙っていたが俺が前例を作ってやるよ）という部分が、当時の大統領であるジョージ・W・ブッシュを脅しているという主張に対する調査を進めていると報告した。この出来事は、エミネムのシングル“Mosh”のミュージックビデオに、「ブッシュ大統領のキャリアの中での不幸な出来事」についての壁掛け新聞の記事として登場している。“We as Americans”は、アルバム“Encore (Deluxe Edition)”のボーナストラックに該当の歌詞が変えられて搭載されている。
2007年、エミネムの音楽出版社“Eight Mile Style”とMartin Affiliated MusicはAppleとAftermath Entertainmentを、iTunesにおけるエミネムの93曲のダウンロードをめぐるAppleとの取引の交渉をAftermathがすることは承認されていないとして、訴えている。このAppleをめぐる件は、2009年9月後半に裁判がはじまった後手短に片付けられている。
2010年7月、第9巡回区控訴米国裁判所はF.B.T. Productions, LLC v. Aftermath Recordsに対して、Aftermath Recordsに、エミネムをレコーディングする権利をAppleやSprint Corporation、Nextel Communications、Cingular、T-Mobileなどと同様に与える代わりに、Aftermathのネット収益のうち50％の印税をエミネムに対して支払う義務を与えるという判決を下した。
2013年10月、エミネムは、シカゴを拠点とするラップグループ、Hotstylzの大ヒットシングル“Lookin' Boy”をエミネム自身のヒット作“Rap God”（ラップの神）にサンプリングした。それに対してグループは、エミネムは何の取引も埋め合わせもなくそのサンプルを使う許しを得ていなかったと主張した。2013年11月、Hotstylzはエミネムに対するディストラック“Rap Fraud”（ラップペテン師）をリリースした。その曲はエミネムの曲のうちいくつかをサンプリングしており、さらにエミネムが彼らと取引しなかったことを批判している。2015年1月、TMZはHotstylzがエミネムと彼のレーベル“Shady Records”を、彼らの許しなく“Lookin' Boy”の25秒のサンプルを“Rap God”に用いたことに対して800万ドルで訴えていることを報道した。

## ディスコグラフィ

### アルバム
| 年                                        | タイトル                                | アルバム詳細 | チャート最高位 | チャート最高位 | チャート最高位 | チャート最高位 | チャート最高位 | チャート最高位 | チャート最高位 | チャート最高位 | チャート最高位 | チャート最高位 | 認定 |
| 年                                        | US                                      | AUS | BEL            | CAN            | FRA            | GER            | JPN            | NZ             | SWI            | UK             |                |                | |
| ----------------------------------------- | --------------------------------------- | --- | -------------- | -------------- | -------------- | -------------- | -------------- | -------------- | -------------- | -------------- | -------------- | -------------- | --- |
| 1996                                      | Infinite                                | - 発売日: 1996年11月12日 - レーベル: Web - フォーマット: CD, LP, cassette - 全米売上: 1000枚 | —              | —              | —              | —              | —              | —              | —              | —              | —              | —              | |
| 1999                                      | The Slim Shady LP                       | - 発売日: 1999年2月23日 - レーベル: Aftermath, Interscope, Web - フォーマット: CD, LP, cassette, digital download - 全米売上: 543.3万枚 - イギリス(UK)：976,000枚                                                | 2              | 49             | 7              | 9              | 52             | 51             | 39             | 23             | 25             | 12             | - US: 4× プラチナ - AUS: プラチナ - CAN: 2× プラチナ - IFPI: プラチナ - NZ: プラチナ - SWI: ゴールド - UK: 3× プラチナ                                                     |
| 2000                                      | The Marshall Mathers LP                 | - 発売日: 2000年5月23日 - レーベル: Shady, Aftermath, Interscope, Goliath - フォーマット: CD, LP, cassette, digital download - 全世界売上：3,200万枚 - 全米売上: 1,100万枚 - FRA: 614,700枚 - UK: 2,450,000枚    | 1              | 1              | 1              | 1              | 2              | 3              | 52             | 1              | 2              | 1              | - US: ダイヤモンド - AUS: 4× プラチナ - CAN: 8× プラチナ - FRA: 2× プラチナ - GER: 2× プラチナ - IFPI: 6× プラチナ - NZ: 5× プラチナ - SWI: 4× プラチナ - UK: 8× プラチナ  |
| 2002                                      | The Eminem Show                         | - 発売日: 2002年5月21日 - レーベル: Shady, Aftermath, Interscope, Goliath - フォーマット: CD, LP, cassette, digital download - 全世界売上：2,700万枚 - 全米売上: 1,060万枚 - FRA: 900,400枚 - UK: 1,600,000枚    | 1              | 1              | 1              | 1              | 2              | 1              | 3              | 1              | 1              | 1              | - US: ダイヤモンド - AUS: 8× プラチナ - CAN: ダイヤモンド - FRA: 2× プラチナ - GER: 2× プラチナ - IFPI: 5× プラチナ - NZ: 9× プラチナ - SWI: 3× プラチナ - UK: 5× プラチナ |
| 2004                                      | Encore                                  | - 発売日: 2004年11月12日 - レーベル: Shady, Aftermath, Interscope, Goliath - フォーマット: CD, LP, cassette, digital download - 全世界売上：1,000万枚 - 全米売上: 534.3万枚 - FRA: 300,100枚 - UK: 1,185,985枚   | 1              | 1              | 2              | 1              | 1              | 1              | 3              | 1              | 1              | 1              | - US: 4× プラチナ - AUS: 6× プラチナ - FRA: 2× ゴールド - GER: プラチナ - IFPI: 2× プラチナ - JPN: プラチナ - NZ: 5× プラチナ - SWI: プラチナ - UK: 4× プラチナ            |
| 2009                                      | Relapse                                 | - 発売日: 2009年5月19日 - レーベル: Shady, Aftermath, Interscope, Goliath - フォーマット: CD, LP, digital download - 全米売上: 236.3万枚 - FRA: 69,450枚 - UK: 512,911枚                                         | 1              | 1              | 1              | 1              | 1              | 2              | 1              | 1              | 2              | 1              | - US: 2× プラチナ - AUS: プラチナ - FRA: ゴールド - GER: ゴールド - JPN: ゴールド - NZ: プラチナ - SWI: プラチナ - UK: プラチナ                                            |
| 2010                                      | Recovery                                | - 発売日: 2010年6月21日 - レーベル: Shady, Aftermath, Interscope, Goliath - フォーマット: CD, LP, digital download - 全世界売上：900万枚 - 全米売上: 459.7万枚 - CAN: 435,000枚 - FRA: 110,000枚 - UK: 900,000枚 | 1              | 1              | 1              | 1              | 1              | 2              | 6              | 1              | 1              | 1              | - US: 3× プラチナ - AUS: 4× プラチナ - CAN: プラチナ - FRA: プラチナ - GER: プラチナ - IFPI: プラチナ - JPN: ゴールド - NZ: プラチナ - SWI: プラチナ - UK: 3× プラチナ     |
| 2013                                      | The Marshall Mathers LP 2               | - 発売日: 2013年11月5日 - レーベル: Shady, Aftermath, Interscope, Goliath - フォーマット: CD, LP, digital download - 全米売上: 400万枚 - CAN: 365,000枚 - FR: 160,000枚 - UK: 600,000枚                          | 1              | 1              | 1              | 1              | 2              | 1              | 6              | 1              | 1              | 1              | - US: 4× プラチナ - AUS: 2× プラチナ - CAN: 4× プラチナ - FRA: プラチナ - GER: プラチナ - NZ: プラチナ - SWI: プラチナ - UK: 2× プラチナ                                   |
| 2017                                      | Revival                                 | - 発売日: 2017年12月15日 - レーベル: Shady, Aftermath, Interscope, Goliath - フォーマット: CD, LP, digital download - 全世界売上：110万枚 - 全米売上: 197,000枚 - UK: 233,000枚                                  | 1              | 1              | 6              | 1              | 13             | 2              | 14             | 3              | 1              | 1              | - US: プラチナ - CAN: プラチナ - FRA: ゴールド - NZ: ゴールド - UK: プラチナ                                                                                               |
| 2018                                      | Kamikaze                                | - 発売日: 2018年8月31日 - レーベル: Shady, Aftermath, Interscope - フォーマット: CD, LP, cassette, digital download - US: 373,067枚 - UK: 139,000枚                                                              | 1              | 1              | 1              | 1              | 6              | 2              | 32             | 1              | 1              | 1              | - US: プラチナ - AUS: プラチナ - FRA: ゴールド - NZ: プラチナ - UK: プラチナ                                                                                               |
| 2020                                      | Music To Be Murdered By                 | - 発売日:2020年1月19日 - レーベル:Shady, Aftermath, Interscope - フォーマット: CD, LP, cassette, digital download                                                                                                | 1              | 1              | 1              | 1              | 4              | 2              | 38             | 1              | 1              | 1              | - US: プラチナ - AUS: ゴールド - CAN: プラチナ - FRA: ゴールド - NZ: プラチナ - UK: ゴールド                                                                               |
| 2024                                      | The Death of Slim Shady (Coup de Grâce) | - 発売日:2024年7月12日 - レーベル:Shady, Aftermath, Interscope - フォーマット: CD, LP, cassette, digital download                                                                                                | 1              | 1              | 1              | 1              | 2              | 2              | —              | 1              | 1              | 1              | |
| "—"は未発売またはチャート圏外を意味する。 |                                         | |                |                |                |                |                |                |                |                |                |                | |

### コンピレーション・アルバム
| 年                                        | タイトル                                                | アルバム詳細 | チャート最高位 | チャート最高位 | チャート最高位 | チャート最高位 | チャート最高位 | チャート最高位 | チャート最高位 | チャート最高位 | チャート最高位 | チャート最高位 | 認定 |
| 年                                        | タイトル                                                | US | AUS            | BEL            | CAN            | FRA            | GER            | JPN            | NZ             | SWI            | UK             |                | |
| ----------------------------------------- | ------------------------------------------------------- | --- | -------------- | -------------- | -------------- | -------------- | -------------- | -------------- | -------------- | -------------- | -------------- | -------------- | --- |
| 2002                                      | Music from and Inspired by the Motion Picture 8 Mile    | - 発売日: 2002年10月29日 - レーベル: Shady, Interscope, UMG soundtracks - フォーマット: CD, LP, cassette, digital download - 全米売上: 490万枚 - UK: 682,224枚 | 1              | 1              | 6              | 1              | 6              | 1              | —              | 1              | 3              | 1              | - US: 4× プラチナ - AUS: 4× プラチナ - CAN: 5× プラチナ - FRA: ゴールド - NZ: 4× プラチナ - SWI: プラチナ - UK: 2× プラチナ      |
| 2003                                      | Straight from the Lab                                   | - 発売日: 2003年11月7日 - レーベル: Bootleg - フォーマット: CD, LP, cassette                                                                                   | —              | —              | —              | —              | —              | —              | —              | —              | —              | —              | |
| 2004                                      | The Singles                                             | - 発売日: 2004年3月16日 - レーベル: Shady, Aftermath - フォーマット: CD                                                                                        | —              | —              | —              | —              | —              | —              | —              | —              | —              | —              | |
| 2005                                      | Curtain Call: The Hits                                  | - 発売日: 2005年12月6日 - レーベル: Aftermath, Interscope, Shady - フォーマット: CD, LP, digital download - 全米売上: 700万枚 - FRA: 169,100枚 - UK: 210万枚   | 1              | 1              | 10             | 1              | 141            | 7              | 3              | 1              | 5              | 1              | - US: ダイヤモンド - AUS: 12× プラチナ - FRA: 2× ゴールド - JPN: 2× プラチナ - NZ: 5× プラチナ - SWI: ゴールド - UK: 8× プラチナ |
| 2006                                      | Eminem Presents: The Re-Up                              | - 発売日: 2006年12月4日 - レーベル: Interscope, Shady - フォーマット: CD, LP, digital download - 全米売上: 105.1万枚                                           | 2              | 17             | 44             | 2              | 41             | 15             | —              | 1              | 9              | 3              | - US: プラチナ - AUS: ゴールド - NZ: 5× プラチナ - SWI: ゴールド                                                                 |
| 2014                                      | Shady XV                                                | - 発売日: 2014年11月24日 - レーベル: Interscope, Shady - フォーマット: CD, LP, digital download - 全米売上: 29万枚                                             | 3              | —              | 26             | 1              | 32             | 8              | —              | —              | 7              | 5              | - US: ゴールド |
| 2015                                      | The Vinyl LPs                                           | - 発売日: 2015年3月23日 - レーベル: Interscope, Shady - フォーマット: LP                                                                                       | —              | —              | —              | —              | —              | —              | —              | —              | —              | —              | |
| 2015                                      | Southpaw: Music from and Inspired by the Motion Picture | - 発売日: 2015年7月24日 - レーベル: Interscope, Shady - フォーマット: CD, LP, digital download - 全米売上: 6.9万枚                                             | 5              | 13             | 146            | 2              | 108            | 61             | —              | 20             | 43             | —              | |
| 2022                                      | Curtain Call 2                                          | - 発売日: 2022年8月5日 - レーベル: Aftermath, Interscope, Shady - フォーマット: CD, LP, digital download, cassette                                             | 6              | 2              | 28             | 3              | —              | 9              | —              | 5              | 8              | 3              | |
| "—"は未発売またはチャート圏外を意味する。 |                                                         | |                |                |                |                |                |                |                |                |                |                | |

### シングル
| 年                                        | タイトル                                                                                    | チャート最高位 | チャート最高位 | チャート最高位 | チャート最高位 | チャート最高位 | チャート最高位 | チャート最高位 | チャート最高位 | チャート最高位 | チャート最高位 | 認定 | 収録アルバム                                         |
| 年                                        | タイトル                                                                                    | US             | AUS            | BEL            | CAN            | GER            | IRE            | NZ             | SWE            | SWI            | UK             | | 収録アルバム                                         |
| ----------------------------------------- | ------------------------------------------------------------------------------------------- | -------------- | -------------- | -------------- | -------------- | -------------- | -------------- | -------------- | -------------- | -------------- | -------------- | --- | ---------------------------------------------------- |
| 1997                                      | Just Don't Give a Fuck                                                                      | —              | —              | —              | —              | —              | —              | —              | —              | —              | —              | | Slim Shady EP                                        |
| 1999                                      | My Name Is                                                                                  | 36             | 13             | 33             | 38             | 37             | 4              | 4              | 16             | 29             | 2              | - US: 3× プラチナ - UK: ゴールド | The Slim Shady LP                                    |
| 1999                                      | Role Model                                                                                  | —              | —              | —              | —              | —              | —              | —              | —              | —              | —              | | The Slim Shady LP                                    |
| 1999                                      | Guilty Conscience (featuring Dr. Dre)                                                       | —              | —              | 67             | —              | 40             | 12             | —              | 25             | —              | 5              | - US: 2× プラチナ - UK: シルバー | The Slim Shady LP                                    |
| 2000                                      | The Real Slim Shady                                                                         | 4              | 11             | 7              | 6              | 7              | 1              | 15             | 3              | 2              | 1              | - US: 4× プラチナ - FRA: ゴールド - GER: ゴールド - SWE: プラチナ - SWI: ゴールド - UK: プラチナ                                      | The Marshall Mathers LP                              |
| 2000                                      | The Way I Am                                                                                | 58             | 34             | 16             | —              | 19             | 4              | —              | 6              | 19             | 8              | - SWE: ゴールド - UK: シルバー | The Marshall Mathers LP                              |
| 2000                                      | Stan (featuring Dido)                                                                       | 51             | 1              | 3              | —              | 1              | 1              | 14             | 3              | 1              | 1              | - US: ゴールド - FRA: プラチナ - GER: プラチナ - SWI: ゴールド - UK: プラチナ                                                         | The Marshall Mathers LP                              |
| 2001                                      | I'm Back                                                                                    | —              | —              | 55             | —              | —              | —              | —              | —              | —              | —              | | The Marshall Mathers LP                              |
| 2002                                      | Hellbound (with J-Black and Masta Ace)                                                      | —              | —              | 60             | —              | —              | —              | —              | —              | 85             | 183            | | Game Over                                            |
| 2002                                      | Without Me                                                                                  | 2              | 1              | 2              | 4              | 1              | 1              | 1              | 1              | 1              | 1              | - US: ゴールド - AUS: 3× プラチナ - FRA: ゴールド - GER: ゴールド - NZ: 4× プラチナ - SWE: プラチナ - SWI: プラチナ - UK: プラチナ    | The Eminem Show                                      |
| 2002                                      | Cleanin' Out My Closet                                                                      | 4              | 3              | 6              | —              | 4              | 3              | 5              | 3              | 5              | 4              | - AUS: プラチナ - NZ: ゴールド - SWE: ゴールド - UK: シルバー                                                                         | The Eminem Show                                      |
| 2002                                      | Lose Yourself                                                                               | 1              | 1              | 1              | 9              | 2              | 1              | 1              | 1              | 1              | 1              | - US: 6× プラチナ - AUS: 7× プラチナ - FRA: ゴールド - GER: ゴールド - NZ: 2× プラチナ - SWE: プラチナ - SWI: プラチナ - UK: プラチナ | Music from and Inspired by the Motion Picture 8 Mile |
| 2003                                      | Superman (featuring Dina Rae)                                                               | 15             | —              | —              | —              | —              | —              | 42             | —              | —              | —              | | The Eminem Show                                      |
| 2003                                      | Sing for the Moment                                                                         | 14             | 5              | 6              | 2              | 5              | 3              | 5              | 11             | 8              | 6              | - US: プラチナ - AUS: プラチナ - UK: シルバー                                                                                         | The Eminem Show                                      |
| 2003                                      | Business                                                                                    | —              | 4              | 28             | —              | 15             | 7              | 14             | —              | —              | 6              | - AUS: ゴールド | The Eminem Show                                      |
| 2004                                      | One Day at a Time (Em's Version) (with 2Pac featuring Outlawz)                              | 80             | —              | —              | —              | —              | —              | —              | —              | —              | —              | | Tupac: Resurrection                                  |
| 2004                                      | Just Lose It                                                                                | 6              | 1              | 6              | —              | 2              | 2              | 1              | 12             | 1              | 1              | - US: ゴールド - AUS: プラチナ - NZ: プラチナ - UK: シルバー                                                                          | Encore                                               |
| 2004                                      | Encore (featuring Dr. Dre and 50 Cent)                                                      | 25             | —              | —              | —              | —              | —              | —              | —              | —              | 116            | | Encore                                               |
| 2005                                      | Like Toy Soldiers                                                                           | 34             | 4              | 11             | —              | 8              | 3              | 2              | 14             | 3              | 1              | - US: ゴールド - AUS: ゴールド - UK: シルバー                                                                                         | Encore                                               |
| 2005                                      | Mockingbird                                                                                 | 11             | 9              | 30             | —              | 15             | 7              | 8              | —              | 14             | 4              | - US: ゴールド - AUS: ゴールド - UK: シルバー                                                                                         | Encore                                               |
| 2005                                      | Ass Like That                                                                               | 60             | 10             | 20             | —              | 31             | 4              | 9              | —              | 25             | 4              | - AUS: ゴールド | Encore                                               |
| 2005                                      | When I'm Gone                                                                               | 8              | 1              | 8              | —              | 6              | 5              | 2              | 5              | 7              | 4              | - US: ゴールド - NZ: ゴールド - UK: シルバー                                                                                          | Curtain Call: The Hits                               |
| 2006                                      | Shake That (featuring Nate Dogg)                                                            | 6              | —              | 52             | —              | —              | 64             | —              | 59             | —              | 90             | - SWE: ゴールド | Curtain Call: The Hits                               |
| 2006                                      | You Don't Know (with 50 Cent, Lloyd Banks and Cashis)                                       | 12             | —              | 57             | —              | —              | 5              | —              | —              | —              | 32             | | Eminem Presents: The Re-Up                           |
| 2006                                      | Jimmy Crack Corn (with 50 Cent)                                                             | —              | —              | —              | —              | —              | —              | —              | —              | —              | —              | | Eminem Presents: The Re-Up                           |
| 2009                                      | Crack a Bottle (featuring Dr. Dre and 50 Cent)                                              | 1              | 18             | 39             | 1              | —              | 6              | 6              | 9              | 4              | 3              | - US: 2× プラチナ - UK: シルバー | Relapse                                              |
| 2009                                      | We Made You                                                                                 | 9              | 1              | 13             | 6              | 9              | 1              | 1              | 11             | 4              | 4              | - US: 3× プラチナ - AUS: プラチナ - NZ: ゴールド - UK: シルバー                                                                       | Relapse                                              |
| 2009                                      | 3 a.m.                                                                                      | 32             | 38             | —              | 24             | —              | —              | —              | —              | —              | 56             | | Relapse                                              |
| 2009                                      | Old Time's Sake (featuring Dr. Dre)                                                         | 25             | 76             | —              | 14             | —              | 49             | —              | —              | —              | 61             | | Relapse                                              |
| 2009                                      | Beautiful                                                                                   | 17             | 33             | 66             | 8              | 39             | 22             | 4              | 47             | 8              | 12             | - NZ: ゴールド - UK: シルバー | Relapse                                              |
| 2009                                      | Hell Breaks Loose (featuring Dr. Dre)                                                       | 29             | —              | —              | 21             | —              | —              | —              | —              | —              | —              | | Relapse: Refill                                      |
| 2009                                      | Elevator                                                                                    | 67             | —              | —              | 59             | —              | —              | —              | —              | —              | —              | | Relapse: Refill                                      |
| 2010                                      | Not Afraid                                                                                  | 1              | 4              | 13             | 1              | 9              | 3              | 8              | 5              | 2              | 5              | - US: ダイヤモンド - AUS: 2× プラチナ - NZ: プラチナ - SWI: プラチナ - UK: プラチナ                                                   | Recovery                                             |
| 2010                                      | Love the Way You Lie (featuring Rihanna)                                                    | 1              | 1              | 1              | 1              | 1              | 1              | 1              | 1              | 1              | 2              | - US: ダイヤモンド - AUS: 9× プラチナ - GER: プラチナ - NZ: 2× プラチナ - SWI: 3× プラチナ - UK: 2× プラチナ                          | Recovery                                             |
| 2010                                      | No Love (featuring Lil Wayne)                                                               | 23             | 21             | 54             | 24             | 17             | 33             | 22             | —              | 39             | 33             | - US: プラチナ - AUS: ゴールド | Recovery                                             |
| 2011                                      | Space Bound                                                                                 | 119            | 51             | 67             | —              | —              | 31             | —              | —              | —              | 34             | - US: ゴールド | Recovery                                             |
| 2013                                      | Berzerk                                                                                     | 3              | 5              | 44             | 2              | 10             | 16             | 12             | 56             | 9              | 2              | - US: プラチナ - AUS: 2× プラチナ - CAN: 2× プラチナ - UK: シルバー                                                                   | The Marshall Mathers LP 2                            |
| 2013                                      | Survival                                                                                    | 16             | 18             | 49             | 6              | 20             | 22             | 13             | 26             | 13             | 22             | | The Marshall Mathers LP 2                            |
| 2013                                      | Rap God                                                                                     | 7              | 15             | 115            | 5              | 33             | 16             | 4              | 46             | 31             | 5              | - US: 3× プラチナ - AUS: ゴールド - CAN: プラチナ - UK: シルバー                                                                      | The Marshall Mathers LP 2                            |
| 2013                                      | The Monster (featuring Rihanna)                                                             | 1              | 1              | 2              | 1              | 3              | 1              | 1              | 1              | 1              | 1              | - US: 3× プラチナ - AUS: 5× プラチナ - CAN: 2× プラチナ - NZ: 2× プラチナ - SWE: 3× プラチナ - SWI: プラチナ - UK: プラチナ           | The Marshall Mathers LP 2                            |
| 2014                                      | Headlights (featuring Nate Ruess)                                                           | 45             | 21             | 99             | 54             | —              | 60             | —              | —              | —              | 63             | - AUS: ゴールド | The Marshall Mathers LP 2                            |
| 2014                                      | Guts Over Fear (featuring Sia)                                                              | 22             | 22             | 71             | 9              | 35             | —              | 22             | 40             | 30             | 10             | | Shady XV                                             |
| 2014                                      | Detroit vs. Everybody (with Royce da 5'9", Big Sean, Danny Brown, DeJ Loaf and Trick-Trick) | —              | 86             | —              | 87             | —              | —              | —              | —              | —              | —              | | Shady XV                                             |
| 2015                                      | Phenomenal                                                                                  | 47             | 81             | —              | 61             | —              | —              | —              | —              | —              | 57             | Southpaw |                                                      |
| 2015                                      | Kings Never Die (featuring Gwen Stefani)                                                    | 80             | 62             | —              | 51             | —              | —              | —              | —              | —              | 82             | Southpaw | - US: ゴールド                                       |
| 2017                                      | Walk on Water (featuring Beyoncé)                                                           | 14             | 10             | 32             | 22             | 16             | 8              | 18             | 7              | 5              | 7              | - SWE: ゴールド - UK: シルバー | Revival                                              |
| 2017                                      | Untouchable                                                                                 | 86             | 100            | —              | 52             | 88             | 60             | —              | 7              | 70             | 73             | | Revival                                              |
| 2018                                      | River (featuring Ed Sheeran)                                                                | 11             | 2              | 12             | 3              | 2              | 2              | 3              | 1              | 2              | 1              | - AUS: プラチナ - BEL: ゴールド - CAN: プラチナ - FRA: ゴールド - NZ: プラチナ - SWE: 2× プラチナ - UK: プラチナ                      | Revival                                              |
| 2018                                      | Nowhere Fast (featuring Kehlani)                                                            | —              | 76             | —              | 81             | 98             | 59             | —              | 96             | —              | —              | | Revival                                              |
| "—"は未発売またはチャート圏外を意味する。 |                                                                                             |                |                |                |                |                |                |                |                |                |                | |                                                      |

### DVD
- ∃ （2001年2月21日）
- アップ・イン・スモーク・ツアー （2001年）
- ザ・スリム・シェイディ・ショウ - The Slim Shady Show （2002年6月12日）
- オール・アクセス・ヨーロッパ - All Access Europe （2002年6月29日）
- エミネム DA HIP HOP WITCH （2003年）
- アンガー・マネージメント・ツアー - Eminem Presents The Anger Management Tour （2005年6月29日）
- ライヴ・フロム・ニューヨーク・シティ -Live From New York City

## 客演・制作
- キッド・ロック「Devil Without a Cause」（1998年）※収録曲 F*!k Off に客演
- D12「Devil's Night」 （2001年）
- D12「D12 World」（2004年）
- Gユニット 「Beg for Mercy」（2003年）
- サウンドトラック「レザレクション〜ヨミガエリ。」（2003年）
- 2パック「ロイヤル・トゥ・ザ・ゲーム」（2005年）
- Obie Trice 「Second rounds on me」（2006年）
- リル・スクラッピー 「Bred 2 Die Born 2 Live」（2006年） ※収録曲 Lord Have Mercy 制作
- ロイド・バンクス 「Rotten Apple」（2006年） ※収録曲 Hands Up 及び NY NY 制作
- エイコン 「Konvicted」（2006年） ※収録曲 Smack That 客演及び制作
- 50 Cent 「Curtis」（2007年） ※収録曲 Peep Show 客演及び制作
- ヤング・バック 「Buck The World」 ※収録曲 Lose My Mind 制作
- T.I. 「T.I. vs T.I.P.」（2007年） ※収録曲 Touchdown 客演及び制作
- Trick Trick 「The Villain」 （2008年）
- リル・ウェイン「Rebirth」（2010年）※収録曲Drop The World客演及び制作
- Call of Duty: Black Ops （2010年） ※エンディングテロップ
- B.o.B「B.o.B Presents The Adventures Of Bobby Ray 」（2010年）※収録曲 Airplanes, PartII 客演及び制作
- リアーナ「Loud」（2010年）※収録曲Love The Way You Lie(PartII)客演及び制作
- T.I.「No Mercy」（2010年）※収録曲That's All She Wrote 客演及び制作
- ニッキー・ミナージュ「Pink Friday」（2010年）※収録曲Roman's Revenge 客演及び制作
- ドクター・ドレー「Detox」先行シングル「I Need a Doctor」（2011年）客演及び制作

## 来日公演
- フジロックフェスティバル 2001
  - 2001年7月28日、グリーン・ステージ
- The Anger Management Japan Tour 2003
  - 2003年5月23日、幕張メッセ 4・5・6番ホール
  - 2003年5月24日、幕張メッセ 4・5・6番ホール
- THE RECOVERY JAPAN TOUR 2012
  - 2012年8月16日、舞洲特設会場
  - 2012年8月17日、QVCマリンフィールド

（オープニングアクト：スローターハウス、スペシャルゲスト：ドクター・ドレー（17日のみ））

## 出演作品
※太字表記は主演

### 映画
| 年   | 題名                                       | 役名              | 備考                                       |
| ---- | ------------------------------------------ | ----------------- | ------------------------------------------ |
| 2000 | エミネム DA HIP HOP WITCH Da Hip Hop Witch | 本人役            |                                            |
| 2001 | ザ・ウォッシュ The Wash                    | クリス            | クレジットなし マーシャル・マザーズ3世名義 |
| 2003 | 8 Mile                                     | ジミー・スミスJr. |                                            |
| 2009 | 素敵な人生の終り方 Funny People            | 本人役            | カメオ出演                                 |
| 2014 | ザ・インタビュー The Interview             | 本人役            | カメオ出演                                 |

### ドキュメンタリー映画
| 年   | 題名                                                                                  |
| ---- | ------------------------------------------------------------------------------------- |
| 2013 | アート・オブ・ラップ Something from Nothing: The Art of Rap                           |
| 2015 | ストレッチ&ボビート: 人生を変えるラジオ Stretch and Bobbito: Radio That Changed Lives |

### テレビドラマ
| 年   | 題名                         | 役名                   | 備考       |
| ---- | ---------------------------- | ---------------------- | ---------- |
| 2021 | BMF BMF / Black Mafia Family | ホワイトボーイ・リック | カメオ出演 |